# Plumeria obtusa

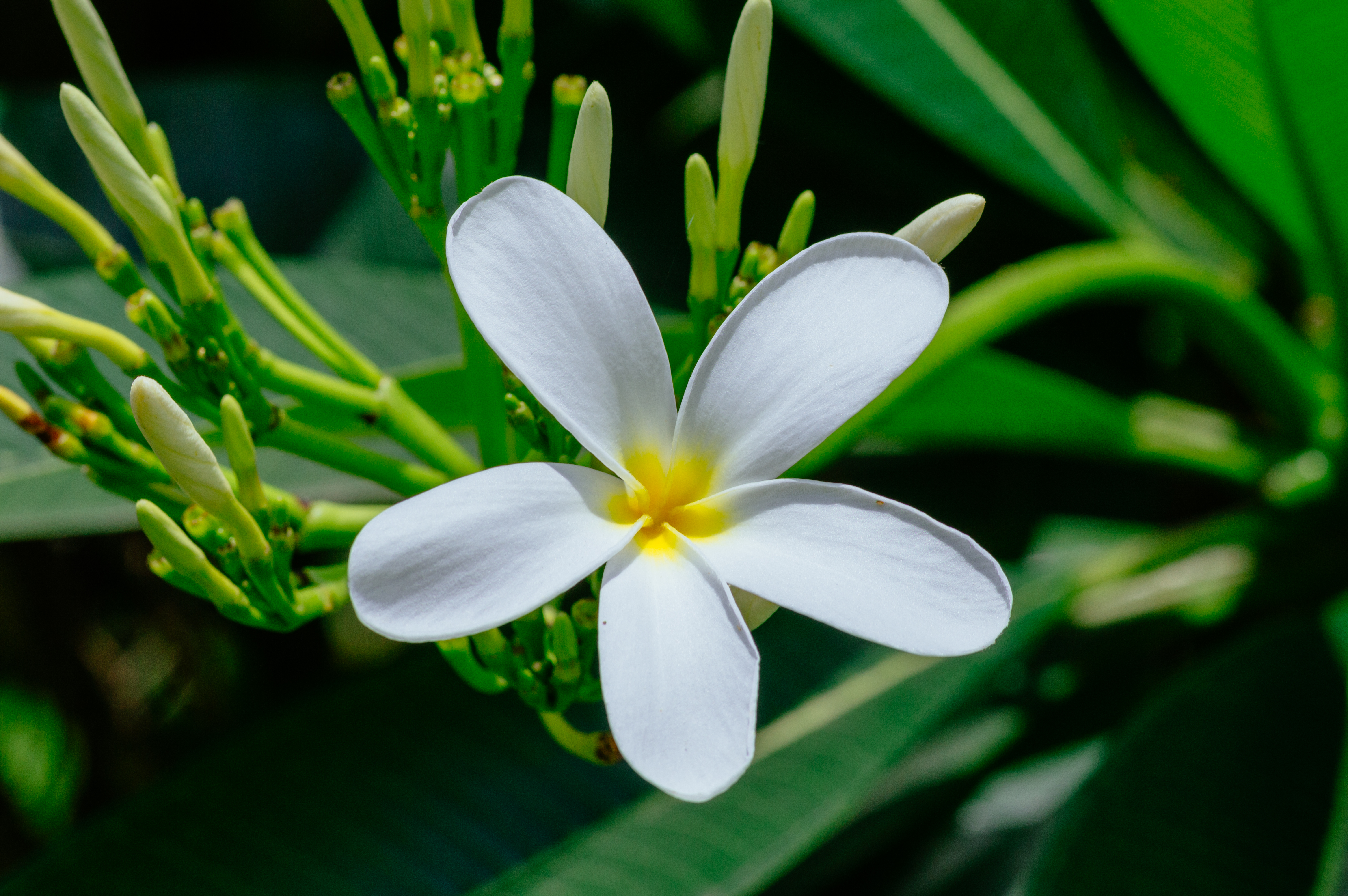
Квітка Plumeria obtusa в Джамшедпурі

Plumeria obtusa або цвинтарна квітка Сінгапуру, — вид роду Plumeria (Apocynaceae), який походить з неотропіків, широко культивується у світі через декоративні та запашні квіти, проте вибагливий до теплого клімату.

## Таксономія
Plumeria obtusa була описана як новий вид у 1753 році Карлом Ліннеєм. Специфічний епітет «obtusa» у назві виду перекладається як «тупий» та описує листя цього виду рослин, яке має тупі кінці.

## Зовнішній вигляд
Plumeria obtusa — невелике дерево заввишки 3,0-4,6 м. Зрідка деякі дерева можуть вирости до 7,6 м. Квітує білими п'ятипелюстковими квітками з жовтими тичинками. Запашні квіти зібрані у грона. Листя рослини темно-зелені, глянцеві, до 20 см завдовжки. Вони оберненояйцеподібні, або краплеподібні.

## Поширення
Plumeria obtusa походить з Вест-Індії (включаючи Багами та Великі Антильські острови), південної Мексики, Белізу, Гватемали та Флориди в Сполучених Штатах. Вирощують цей вид рослин у країнах з теплим кліматом, включаючи Південно-Східну Азію та прибережні частини Аравійського півострова. Повідомляється, що цю рослину натуралізували у Китаї.

## Загальні назви
- châmpéi slük tiel — кхмерська[8]
- gulcampā — Dhivehi[10]
- Jidanhua (Квітка яйця) 鸡蛋花

## Використання
Це декоративна квіткова рослина. У Камбоджі квіти використовують для виготовлення намист і приношення божествам. У традиційній медицині Камбоджі, відвар кори цієї рослини застосовують різних дозах як проносний засіб або проти набряків.